# Hyponerita rhodocraspis
Hyponerita rhodocraspis là một loài bướm đêm thuộc phân họ Arctiinae, họ Erebidae.